# جون ميلر (عازف باس)
جون ميلر (بالإنجليزية: John Miller)‏ هو عازف باس أمريكي، ولد في 1945 في نيويورك في الولايات المتحدة.

## وصلات خارجية
- جون ميلر على موقع IMDb (الإنجليزية)
- جون ميلر على موقع قاعدة بيانات برودواي على الإنترنت (الإنجليزية)
- جون ميلر على موقع قاعدة بيانات الفيلم (الإنجليزية)